# Dromayor
Dromayor fue un conglomerado farmacéutico que se especializaba en la distribución de farmacéuticos y productos al consumidor de cuidado personal en Colombia. Fue el distribuidor más grande de productos farmacéuticos en el país.

## Historia
La compañía fue fundada por Héctor Villa Osorio en abril de 1948 en la ciudad de Pereira cuándo abrió una droguería y la llamó Farmacia Americana en el centro de la ciudad. Posteriormente, dándose cuenta de que era un negocio bueno no sólo para vender directamente al cliente, sino también para distribuir medicinas a otras farmacias en 1951  fundó el primer almacén de distribución de la organización, Drogas Caldas.
Debido a que los mensajes del telégrafo los cobraban por letras el nombre de la compañía era siempre transmitido vía telégrafo como Dromayor, corto para Droguistas al por Mayor, así fue como los clientes adoptaron el nombre de Dromayor. Al darse cuenta de esto, la empresa cambió su nombre a Dromayor.
En la década de 1960 la compañía estableció negocios en la capital, Bogotá, y las ciudades de Cali, Neiva y Pasto, y en la década de los 1970s se expandió a Ibagué, Medellín, Villavicencio, Ipiales, Barranquilla y Sincelejo, ciudades en qué Dromayor utilizó varios nombres: Drogas Tolima, Drogas Sucre y Droguistas de Ipiales. En los años ochenta inauguró centros de distribución en Bucaramanga y Manizales, y en los noventa empezó a operar en Zipaquirá, Cartagena y Cúcuta. En su cumbre la compañía atendía a más de 10,000 clientes semanalmente.
a mediados de los noventa la compañía fundó sus laboratorios farmacéuticos propios para producir genéricos, llamados Ophalac y Anglopharma. Ambas compañías fueron vendidas en 2014 al Grupo Bioquifar.
La empresa hizo varios intentos para internacionalizarse a través de una fusión con una compañía multinacional pero debido a varias crisis financiera como la crisis del 2008 esto no fue posible. 
La compañía también tenía y operaba 240 droguerías que utilizaban 3 marcas de cadena; "Farmacias Cespedes", "Superpharma" y "Drogas Don Saludero" Estos junto con la distribuidora de Medellín fueron vendidos en 2014 a Unidrogas, Una compañía local más pequeña.
Los Otros centros de distribución se vendieron a jugadores locales diferentes. Así acabando la historia de la compañía de 67 años que desarrollado y encabezó la industria farmacéutica en el país.